# Institutul Revoluției Române din Decembrie 1989
Institutul Revoluției Române din Decembrie 1989 (prescurtat IRRD) este o instituție înființată prin Legea 556/2004 cu scopul de a cerceta istoria revoluției române din 1989. IRRD a fost propus spre desființare în iunie 2021, după ce Senatul a adoptat inițiativa partidelor PNL și USR-PLUS de desființare a acesteia.

## Conducere

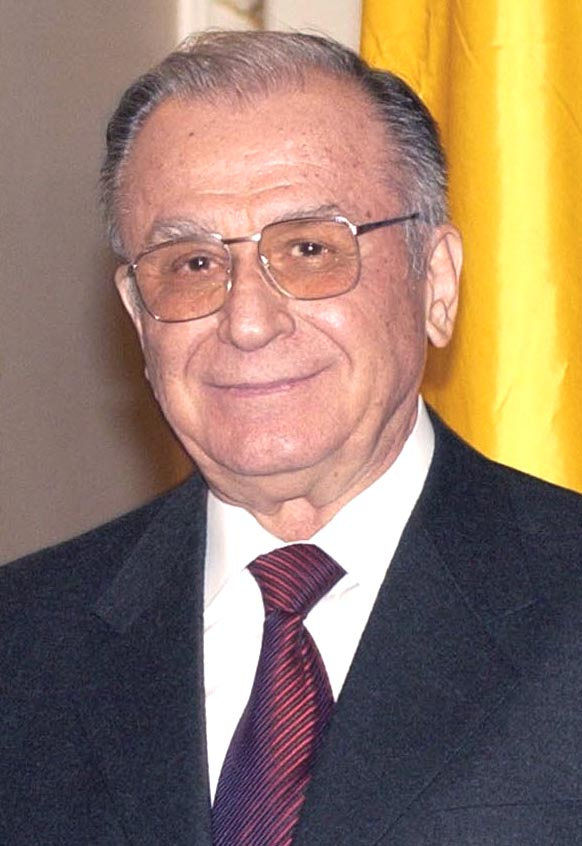
Ion Iliescu, președintele IRRD

Conform Legii 556/2004 conducerea IRRD este asigurată de un "Colegiu Național" alcătuit din personalități reprezentative ale revoluției române. Numirea membrilor Colegiului Național se face de către președintele României. Cum în momentul înființării IRRD președintele României era Ion Iliescu acesta a numit, prin Decretul 1151 din 14 decembrie 2004 toți membrii Colegiului Național, format din 25 de persoane, și anume: Petrică Balint, Sergiu Chiriacescu, Emilian Vasile Cutean, Iosif Dan, Emil Dumitrescu, Lorin Fortuna, Cazimir Ionescu, Claudiu Iordache, Eugenia Iorga, Mihai Ispas, Dumitru Mazilu, Alexandru Mironov, Sergiu Nicolaescu, Gheorghe Pastor, Romeo Raicu, Petre Roman, Adrian Sanda, Ioan Savu, Răzvan Theodorescu, Dan Toader, Doru Țigău, Viorel Vișan, Valentin Voicilă, Emil Vlădesan, Gelu Voican Voiculescu.
Legea nu prevede vreun termen pentru mandatul Colegiului Național, aceștia fiind numiți pe viață.
În prima ședință a Colegiului Național a fost ales în unanimitate președintele IRRD, în persoana lui Ion Iliescu, și directorul instituției, fostul revoluționar timișorean și deputat FSN Claudiu Iordache.
Colegiul Național a ales și Consiliul Științific al IRRD, organism alcătuit mai ales din istorici de profesie, avînd rolul de a supraveghea publicațiile care apar sub egida institutului. Din cadrul Consiliului Științific provine directorul adjunct al IRRD, acesta fiind, de la înființare pînă acum, istoricul Ioan Scurtu. Printre membrii Consiliului Științific mai fac parte, în 2007: Dan Berindei, Dinu C. Giurescu, Gheorghe Onișoru, Dumitru Mazilu.

## Finanțare
Finanțarea IRRD este asigurată mai ales din bugetul de stat al României, ca un subcapitol al bugetului Senatului (art. 8 din Legea 556/2004). O parte relativ insignifiantă a veniturilor institutului o reprezintă veniturile proprii. În cadrul acestor venituri proprii s-au inclus, de pildă, subvenții acordate de Secretariatul de Stat pentru Problemele Revoluționarilor.
Pentru perioada 1 aprilie - 31 decembrie 2005 bugetul institutului a fost de 24,4 miliarde lei (vechi), incluzînd fond de salarii pentru 27 persoane. În 2006 bugetul institutului a fost de 33,8 miliarde lei conform ziarului "Evenimentul", respectiv 25,90 miliarde lei (din care 25,45 subvenție din bugetul statului) conform siteului Ministerului Finanțelor. În 2007 bugetul IRRD a fost de 26,2 miliarde lei, din care 25,7 subvenții de la buget
Pentru 2008 bugetul Institutului a fost  de 1,8 milioane RON (18 miliarde lei vechi), în anul 2009 bugetul Institutului a fost  de 1.583 mii lei, țn anul 2010 - 1.143 mii lei, în anul 2011 - 1.144 mii lei, în anul 2012 - 1.127 mii lei, în anul  2013 - 950 mii lei, în anul 2014 - 1.086 mii lei.

## Prezentare
Dintre institutele de cercetare a istoriei contemporane, după 1990, nici unul nu și-a asumat sarcina de a realiza o cercetare științifică aprofundată dedicată Revoluției Române. Ca urmare, s-a impus necesitatea înființării Institutului Revoluției Române din Decembrie 1989 în anul 2004 având responsabilitatea studierii aprofundate și nepărtinitoare a evenimentelor Revoluției Române. 
În cea de-a doua jumătate a anului 1989, harta politică a Europei s-a schimbat radical. În  numai câteva luni, regimurile totalitare s-au prăbușit, barierele ideologice au dispărut, iar calea spre unificarea continentului a fost deschisă. Revoluția Română – în acest context – a avut o notă distinctă, determinată de refuzul regimului Ceaușescu de a accepta schimbarea și de violența cu care a încercat să înăbușe acțiunea populară, precum și de radicalismul programului acesteia. Pentru cercetarea acestor evenimente pe baze științifice s-a impus crearea unui Institut, în care istorici, politologi, sociologi, arhiviști, alți specialiști, cât și participanți la revoluție să lucreze în baza unui program, să depisteze documente, mărturii și alte materiale privind anul 1989, să analizeze contextul internațional, să arhiveze informațiile și să le valorifice prin publicare și prin alte modalități, astfel încât revoluția română să fie bine cunoscută și înțeleasă și, astfel, să-și ocupe locul cuvenit în istoria României și în cea universală. 
O importantă direcție de cercetare vizează consecințele revoluției în plan politic, social, cultural, moral, modul în care programul acesteia s-a materializat de-a lungul anilor, situația cetățenilor în perioada de tranziție și în anii următori, locul și rolul țării noastre în viața internațională, cu deosebire în Europa. Prin valorificarea cercetărilor Institutului și prin reflecții asupra Revoluției și a urmărilor sale se pot oferi concluzii cu aplicabilitate practică, atât  la nivelul elitelor, a guvernului, cât și al societății civile, al fiecărui cetățean în parte. 
Pornind de la aceste necesități, la Președinția României a  fost elaborat un proiect de lege, preluat de parlamentari, care l-au adoptat în ziua de 7 decembrie 2004. La 14 decembrie 2004 a apărut Legea privind înființarea Institutului Revoluției Române din Decembrie 1989 (Legea nr.556/2004) – vezi link, în care se preciza că acesta „ are ca obiect de activitate analiza științifică  a premiselor, desfășurării și efectelor – în plan politic, economic și social – ale Revoluției Române din decembrie 1989, în scopul realizării unei imagini documentate, obiective și cuprinzătoare asupra acestui eveniment  cardinal din istoria contemporană a țării noastre” (art. 2). 
În acest scop, Institutul achiziționează și arhivează documente, constituie o bibliotecă proprie, desfășoară o activitate științifică profesionistă. O componentă importantă a activității acestuia este comunicarea rezultatelor obținute, atât prin lucrări și studii, cât și prin organizarea unor manifestări științifice, la nivel local,  național  și internațional. Au fost stabilite prin lege structura organizatorică  și modul de funcționare al IRRD. Organul deliberativ de conducere al Institutului este Colegiul Național, format din 25 de personalități reprezentative și recunoscute ale Revoluției Române din Decembrie 1989, cu mandat permanent, desemnate de Președintele României. Prin decret semnat de Ion Iliescu, președintele României, au fost numiți în calitate de membri ai Colegiului Institutului Revoluției Române din Decembrie 1989 următorii : Balint Petrică(Lugoj), Chiriacescu Sergiu (Brașov), Cuteanu Vasile Emilian (București), Dan Iosif (București), Dumitrescu Emil (București), Fortuna Lorin (Timișoara), Ionescu Cazimir (București), Iordache Claudiu (Timișoara), Ispas Mihail (București), Iorga Eugenia (București), Maziliu Dumitru(București), Mironov Alexandru (București), Nicolaescu Sergiu (București), Pastor Gheorghe (Cluj-Napoca), Roman Petre (București), Raicu Romeo (București), Sanda Adrian (Timișoara), Savu Ion (Timișoara), Theodorescu Răzvan (București), Toader Dan (Sibiu), Țigău Doru (Iași),Vișan Dorel (Cluj Napoca), Voicilă  Valentin (Arad), Voiculescu Gelu Voican (București), Vlădesan Emil (Timișoara)
Notă:
Președintele IRRD și membrii Colegiului Național nu sunt remunerați.
IRRD este condus de un președinte ales de Colegiul Național dintre personalitățile care au avut un rol de primă mărime în desfășurarea Revoluției Române din Decembrie 1989” (art. 5, par. 1). În ședința sa inaugurală, din 15 decembrie 2004, Colegiul Național l-a ales pe Ion Iliescu în funcția de președinte. 
Potrivit legii, un Consiliu Științific, format din 21 de membri, asigură conținutul științific al activităților IRRD. În ziua de 15 decembrie, Colegiul Național a validat componența Consiliului Științific, în următoarea structură: Dan Berindei (Academia Română), Ion Agrigoroaiei (Universitatea „Al.I.Cuza” - Iași), Ion Alexandrescu (Universitatea „Dimitrie Cantemir” - București), Ioan Chiper (Institutul de Istorie „Nicolae Iorga” - București), Marian Cojoc (Universitatea „Ovidius” -Constanța), Eugen Denize (Institutul de Istorie „Nicolae Iorga” - București), Mihai Drăgănescu (Academia Română),Alexandru Duțu (Universitatea „Spiru Haret” - București), Mihai Iacobescu (Universitatea „Ștefan cel Mare”-Suceava), Miodrag Milin (Universitatea de Vest-Timișoara), Bogdan Murgescu (Universitatea București), Gheorghe Onișoru (Universitatea „Spiru Haret” - București), Traian Orban (Asociația „ Memorialul Revoluției 16-22 decembrie 1989”- Timișoara), Alexandru Oșca (Serviciul Arhive și Documentare  Militară - București), Vladimir Pasti (Școala Națională pentru Studii Politice și Administrative - București), Vasile Pușcaș (Universitatea „Babeș-Bolyai”–Cluj-Napoca), Mihai Retegan (Universitatea București), Constantin Sava (Senatul României), Ioan Scurtu (Institutul de Istorie „Nicolae Iorga” - București), Ioan Talpeș (Școala Națională pentru Studii Politice și Administrative - București)
Notă:
În intervalul 2004-2014 Consiliul Științific și-a schimbat componența de mai multe ori. 
Consiliul Științific a fost alcătuit din personalități de marcă ale științei istorice, în frunte cu Dan Berindei, președintele Secției de Științe Istorice și Arheologie a Academiei Române, care a devenit președintele Consiliului Științific al IRRD. În aceeași ședință din 15 decembrie 2004 au fost alese organele executive, respectiv directorul general, în persoana lui Claudiu Iordache și  directorul general adjunct, prof. univ. dr. Ioan Scurtu. Atribuțiile acestora au fost stabilite în articolul 5 al legii menționate. De asemenea, prin lege s-a stabilit că Institutul va avea un număr maxim de 25 de persoane salarizate (exclusiv directorul general și directorul general adjunct). Structura organizatorică, atribuțiile personalului și regulamentul de funcționare ale Institutului s-au aprobat de Colegiul Național.
Potrivit legii, finanțarea IRRD este asigurată de la stat prin bugetul Senatului României și din venituri proprii. Spațiul și mijloacele necesare organizării și funcționării Institutului sunt asigurate de Administrația Protocolului de Stat. După șapte luni de la înființare, Sediul Institutului a fost amenajat în clădirea din Str. C.A. Rosetti nr. 33. După aprobarea legii și numirea organelor de conducere a urmat o perioadă complexă pentru obținerea resurselor bugetare, angajarea personalului, stabilirea fișei postului pentru fiecare persoană în parte, adoptarea regulamentului de funcționare, elaborarea programului de cercetare științifică și modalităților  concrete de valorificare a studiilor și lucrărilor elaborate. 

## Colegiul Național
Ședința inaugurală a Colegiului Național s-a desfășurat în ziua de 15 decembrie 2004, la Senatul României. Cu acest prilej, domnul Ion Iliescu a fost ales președintele IRRD. Domnul Claudiu Iordache a fost numit director general, iar domnul prof. univ. dr. Ioan Scurtu a fost desemnat director general adjunct. El a fost urmat în funcție de prof. Ion Calafeteanu, in ianuarie 2010.
În urma consultărilor cu Academia Română și cu Ministerul Educației și Cercetării a fost stabilită componența Consiliului Științific al IRRD. În aceeași zi, membrii Colegiului Național au participat la punerea pietrei de temelie a Ansamblului monumental “Glorie Eternă Eroilor și Revoluției Române din Decembrie 1989” din Piața Revoluției, din Capitală (în fața fostului sediu al CC al PCR), apoi au luat parte la simpozionul “15 ani de la Victoria Revoluției Române din Decembrie 1989” – prima manifestare organizată de IRRD – desfășurat la Parlamentul României.
După numai o lună, la 14 ianuarie 2005, a avut loc a doua ședință a Colegiului Național care a adoptat:
- Organigrama instituției și atribuțiile personalului;
- Regulamentul de organizare și funcționare;
- Proiectul de buget pe anul 2005;
- Programul multianual de cercetare științifică;
- Programul editorial și de organizare a evenimentelor.
În continuare, în cei cinci ani parcurși de la constituire, Colegiul Național s-a întrunit de patru ori pe an, pentru a aproba:
- Rapoartele trimestriale și anuale de activitate ale IRRD;
- Bilanțul de venituri și cheltuieli și execuția financiară;
- Programele de cercetare științifică și programele editoriale;
- Programul general și programul de comunicări științifice pentru simpozioanele naționale și internaționale;
- Rapoartele privind realizarea veniturilor proprii provenite din editarea și vânzarea de cărți și publicații;
În același timp, Colegiul Național al IRRD a aprobat propuneri de proiecte legislative și de alte acte normative, astfel:
- Propunere legislativă privind protejarea clădirilor, monumentelor și siturilor în legătură cu Revoluția Română;
- Propunere legislativă privind obligațiile Oficiului Național pentru Cultul Eroilor de a-și extinde sfera de răspundere de la eroii căzuți în războaie la eroii Revoluției Române;
- Propunere legislativă privind instituirea Zilei Revoluției Române;
- Proiect de Ordonanță de Urgență privind organizarea Comitetului Național de aniversare a 15, respectiv 20 de ani de la Revoluția din Decembrie 1989.
În mai 2006, Colegiul Național a înaintat o Întâmpinare privind intenția Primăriei Capitalei de a construi în Piața Revoluției clădiri cu destinație comercială. A fost aprobat, de asemenea, proiectul general pentru organizarea Muzeului Revoluției Române.
În cei 5 ani de activitate, membrii Colegiului Național au participat la peste 40 de manifestări și evenimente organizate de IRRD (dezbateri, simpozioane, colocvii, lansări de carte, vernisare expoziții etc). Deși potrivit Legii, Colegiul nu s-a implicat în conducerea operativă a Institutului, la solicitarea directorului general membrii Colegiului sau Președintele au acordat sprijinul necesar pentru desfășurarea cu succes a unor manifestări științifice și evocative în țară și în străinătate.

## Activitatea de cercetare științifică
Activitatea de cercetare științifică s-a desfășurat în baza Legii Cercetării științifice, Legii nr. 556/2004 de înființare a IRRD, a programelor anuale de cercetare științifică elaborate și discutate în Consiliul științific și aprobate de Colegiul Național, a precizărilor și dispozițiilor directorului general al IRRD. Conducerea nemijlocită a activității cercetătorilor a fost asigurată de directorul general adjunct, ajutat de consilierul științific și secretarul Consiliului științific.
În organizarea cercetării s-a pornit de la premisa că rezultatele acesteia trebuie să se concretizeze în studii și lucrări temeinic documentate, pe baza consultării unei bibliografii extrem de diverse și diversificate. În limita posibilităților permise de legile în vigoare, s-a inițiat consultarea documentelor de arhivă, rapoartelor  unor instituții implicate în Revoluție, stenogramelor Comisiilor parlamentare de cercetare a evenimentelor din Decembrie 1989,  presei centrale și locale, fondurilor de arhivă păstrate la sediul asociațiilor de revoluționari, la Secretariatul pentru problemele revoluționarilor, la Memorialul Revoluției de la Timișoara, expozițiilor permanente sau temporare din muzee. Interpretarea informațiilor din lucrările de memorialistică și analiza lor critică a reprezentat o direcție de bază  a activității cercetătorilor.
Obiectivul  fundamental al cercetării  a fost ca în timp scurt (cel mult patru ani) să fie elaborate și publicate lucrări și studii de referință,  care să fie puse la dispoziția unui număr cât mai însemnat de cercetători, cadre didactice, elevi și studenți pentru a-i ajuta să înțeleagă corect esența schimbărilor radicale din societatea românească  intervenite începând cu decembrie 1989.	Cercetarea științifică – alături de alte activități  educative ale IRRD  - și-a propus să aducă în atenția publicului interesat fapte, gesturi, oameni  și evenimente inedite din timpul Revoluției și să schimbe percepția asupra  unor acțiuni ale revoluționarilor eroi sau martiri, prezentate adeseori ca neînsemnate, dirijate de agenți străini,  lipsite de  determinare și curaj.
Prin studii și analize de texte, cercetarea a avut  ca obiectiv să facă înțeleasă în primul rând acțiunea revoluționarilor, cauzele și motivația  faptelor lor riscante și eroice,  sprijinul larg  - chiar dacă nu de la început deschis – primit din parte majorității cetățenilor pentru îndeplinirea misiunii asumate de ei. Cercetătorilor li s-a cerut să identifice  natura și profunzimea schimbărilor pe care revoluționarii le preconizau, formele de organizare și rezistență a acestora față de agresiunea  autorităților, conținutul documentelor   emise de structuri și formațiuni politice sau grupări ale manifestanților.
Procedând la o analiză obiectivă a naturii, scopului, procedeelor de acțiune ale structurilor de forță ale vechiului regim , un alt obiectiv al cercetării a fost să aducă cât mai aproape de realitate forțele implicate în reprimarea manifestanților: apartenența lor, nivelul de înzestrare, abuzurile, conducerea și atitudinea trupei și a comandanților militari, acțiunea și comportamentul activiștilor de partid și a altor responsabili ai regimului. Cercetătorii și-au asumat  obligația de a evalua dimensiunea  represiunii, în urma căreia a rezultat morți, răniți, arestați, molestați, pierderi de bunuri materiale etc. Chiar dacă cercetarea nu și-a propus să stabilească vinovații pentru săvârșirea de abuzuri și crime, atunci când faptele au fost  evidente și clare ele au fost descrise ca atare în lucrări și studii.
Unul dintre obiectivele necesare pentru activitatea științifică a  fost să se elaboreze o analiză de detaliu asupra istoriografiei Revoluției Române din Decembrie 1989. Varietatea lucrărilor ce tratau evenimentele au determinat cercetătorii IRRD să întreprindă o evaluare complexă a acestora.
De asemenea, obiectivele cercetării științifice a IRRD s-au concentrat pe identificarea  acelor tendințe și influențe externe din proximitatea spațiului românesc sau mai îndepărtate  care au avut un impact asupra declanșării, desfășurării sau evoluțiilor ulterioare  evenimentelor de la Timișoara, București sau din alte orașe. În context, s-a căutat să se stabilească în ce măsură reformele promovate de  Gorbaciov sau realitățile din democrațiile occidentale au fost cunoscute și împărtășite de liderii revoluționarilor români, de populația din România în ansamblu sau dacă, ulterior, aceste concepte au avut, într-adevăr, relevanță pentru evoluția societății românești.
Obiectivele cercetării științifice au fost extrem de complexe, iar timpul scurt până la care primele produse trebuiau să apară a impus un management atent și profesionist și o echipă de cercetători pregătiți, formați, cu exercițiu recunoscut și experiență în elaborarea de lucrări de analiză și interpretare de calitate. Selectarea și repartizarea pe posturi prin concurs a unor istorici recunoscuți pentru valoarea și preocupărilor lor în domeniul istoriei contemporane, a fost o acțiune dificilă, mai ales în condițiile unei salarizări sub cea stabilită pentru posturi similare în alte institute de cercetare. Pentru a urgenta documentarea și elaborarea lucrărilor, conducerea a apelat la cercetători consacrați. Dat fiind specificul și ineditul subiectelor, ei și-au asumat responsabilități de cercetare fără condiționări și au început activitatea încă din primele zile.     
Pentru a acoperi un număr cât mai însemnat de teme s-a apelat la practica, existentă în alte institute de cercetare, de a angaja pe unele posturi cu normă completă doi cercetători, fiecare cu câte o jumătate de normă. În măsura posibilităților financiare, pentru a acoperi nevoile de cercetare în arhive și biblioteci, au fost solicitați să facă parte din echipele unor proiecte alți cercetători care și-au asumat obligații prin contracte de prestări de servicii sau chiar neremunerați în nici un fel.
Programul de cercetare din primul an efectiv de  lucru - 2006 -  a cuprins, pe lângă măsurile de ordin organizatoric strict necesare, primele proiecții  în care se regăsesc intențiile conducerii Institutului  referitoare la temele  de abordat și modalitățile de evaluare, validare și valorificare a lor. În acest context, discuțiile  privind metodologia cercetării și specificul demersurilor de acest gen în cadrul instituției  au fost în atenția Consiliului științific din primele luni. A rămas stabilit ca discuțiile în cadrul Consiliului științific să se desfășoare în reuniuni lunare (cu excepția lunilor de vară). Cu această ocazie Consiliul se pronunța prin vot majoritar în legătură cu rezultatul unei cercetări  în urma prezentării lucrării de către autor sau coordonator, a referatelor coreferenților și a discuțiilor membrilor Consiliului.
Temele de cercetare pentru anul 2007, au  fost structurate pe etape ale unui proiect mai larg, care urmărea stabilirea conținutului fiecărei perioade din ansamblul Revoluției, în ideea de a surprinde toate determinările care au făcut posibilă declanșarea, desfășurarea și victoria  acesteia. Concomitent, prin grija conducerii Institutului, au fost inițiate dezbateri libere și schimburi de idei referitoare la accesul cercetătorilor Revoluției la sursele documentare autorizate, la fondurile de arhivă create de unități ale Armatei, fostei Securități, fostului Partid Comunist. Pe baza concluziilor din asemenea dezbateri, au fost inițiate discuții cu unele conduceri ale instituțiilor statului, dar rezultatele au fost sub așteptări.
Un număr de trei teme mari au fost planificate pentru a cerceta premisele Revoluției din Decembrie 1989. Între acestea, o atenție specială s-a acordat  studierii bazelor economiei românești și impactului deciziei aberante a șefului regimului de a plăti anticipat, cu prețul  înfometării populației, datoria externă a României, folosită pentru proiecte falimentare  și ineficiente. Prof. univ. dr. Ion Alexandrescu a avut posibilitatea să consulte în premieră documente inedite din arhivele diplomatice și din cele ale Băncii Naționale a României. Rezultatele cercetării – cele mai aprofundate în acest domeniu făcute în ultimii 20 de ani – confirmă izolarea internațională pe care Ceaușescu a impus-o țării, decuplînd-o, practic, de la circuitul mondial de valori. Ambiția dictatorului a contribuit decisiv la agravarea situației materiale a oamenilor, care nu puteau să mai suporte starea în care se aflau. Tot la acest capitol, sub coordonarea domnului Ioan Chiper, au continuat cercetările pentru a constata impactul schimbărilor din țările est-europene asupra evoluțiilor din România, cercetări în care s-au implicat Constantin Buchet, Theodora Stănescu-Stanciu și Alesandru Duțu. La rândul său, prof. univ. dr. Gheorghe Onișoru  și-a continuat cercetarea pentru a identifica atitudinea, comportamentul și așteptările exilului românesc pe măsură ce ne apropiam de  decembrie 1989. Tot domnia sa  a evaluat, într-un studiu amplu, dinamica raportului de forțe pe plan internațional în anii 1985 – 1992, din care a rezultat concluzia că România nu se putea sustrage logicii geopolitice specifice centrului Europei. Din acest studiu s-au  desprins concluzii în legătură cu limitele capacității de analiză și previziune politică ale  lui Nicolae Ceaușescu și ale persoanelor din anturajul acestuia.
În privința cercetării împrejurărilor declanșării revoltelor și Revoluției  din decembrie 1989, conducerea Institutului a optat pentru studierea evenimentelor pe zone și regiuni semnificative pentru un fenomen atât de complex și amplu. Acum s-au conturat, în linii generale, echipele de lucru pe proiecte de cercetare pentru București, Banat, Transilvania, Dobrogea. Un efort important  a fost făcut pentru studiul evenimentelor din  Sibiu, Brașov, Târgu Mureș, Miercurea Ciuc, Sfântu Gheorghe (și localitățile  apropiate).
S-a trecut, totodată, la evidențierea mai extinsă a contextului european în care au izbucnit și au evoluat evenimentele din România în decembrie 1989. A rezultat clar că oricât a încercat Puterea de la București să-i țină departe pe români de evenimentele din jurul nostru, așteptările lor erau aceleași, iar comunitățile profesionale sau cetățenii individuali se pregăteau pentru schimbarea sistemului politic și social  din România. O importantă direcție de cercetare s-a deschis în Institut în legătură  cu natura, esența și sensul schimbărilor profunde care au urmat anului 1989 în țările Europei Centrale și de Est, foste socialiste. 	
În anul 2007 s-au stabilit echipele și procedurile de lucru (etapele) pentru pregătirea editării volumelor de documente despre Revoluția Română din Decembrie 1989. 
Concomitent, s-a stabilit ca cele două publicații ale Institutului să publice documente integrale sau fragmente  ale acestora (în situația că erau prea extinse) cu prelucrarea critică necesară pentru a evidenția contextul în care au fost emise, scopul, comportamentul autorităților, reacția cetățenilor etc.
Planul pe anul 2008 a  extins problematica studierii Revoluției pentru pregătirea altor categorii de lucrări cu valoare de instrumente de lucru   pentru cercetătorii interesați și s-a extins, totodată,  procedura inițierii unor dezbateri în prezența și cu participarea protagoniștilor unor evenimente importante care au avut loc în zilele Revoluției, sub formă de reuniuni colocviale. Echipele de cercetători pentru aceste proiecte s-au informat direct, din cele mai autorizate surse, despre evenimentele în sine despre care s-au pronunțat chiar cei care le-au inițiat și organizat. Întrebările puse participanților au lămurit o serie de aspecte  confuze, care nu puteau fi  clarificate din lipsa surselor documentare. 
Constatând că în unele publicații care au apărut în afara IRRD erau invocate  diverse informații și documente despre evenimentele din  perioada decembrie 1989-mai 1990 pentru care nu erau precizate sursele, conducerea Institutului a inițiat dezbateri profesionale, la care au participat cercetători și profesori din universități și institute de cercetare interesați de istoria recentă a României. A rezultat că punerea în circulație a unor informații neverificate, obținute prin metode jurnalistice, din surse nemărturisite, mai mult complică decât ajută efortul pentru prezentarea unei realități complexe și confuze, așa cum a fost ea în zilele Revoluției. Mai mult, din interese diverse, presa centrală a promovat figuri nereprezentative pentru evenimentele din decembrie 1989, iar pe cele care au jucat un rol negativ nu de puține ori le-a prezentat în culori pozitive, provocând nemulțumire în rândul revoluționarilor autentici. În context, participanții au insistat pentru accelerarea demersurilor pentru publicarea primelor volume de documente sub egida IRRD, ca o garanție a autenticității lor.
Cercetarea științifică organizată în Institut în anul 2009 s-a concentrat pe finalizarea temelor și programelor multianuale și pe publicarea unor volume de documente, studii, comunicări și sinteze. 	 
În anul 2010, pe lângă validarea studiilor din Plan, în Consiliu s-au inițiat și discuții libere și informale despre metodologia pregătirii pentru editare a documentelor Revoluției, au fost validate studiile întocmite de cercetători, multe dintre acestea fiind deja publicate sau urmând să fie integrate în lucrări de referință ce vor fi definitivate în anii următori sau  publicate în revistele Clio 1989 ori Caietele Revoluției. 
Temele de cercetare pentru anul 2011 au  fost structurate pe etape, în cadrul unui proiect mai larg, care urmărește stabilirea conținutului și specificului fiecărei perioade din ansamblul Revoluției, în ideea de a surprinde, pe cât posibil, toate determinările care au făcut posibilă declanșarea, desfășurarea și victoria  acesteia.
Întreaga activitate a IRRD se reflectă pe site-ul www.irrd.ro.
Planul pe anul 2011 a  extins problematica studierii Revoluției pentru pregătirea altor categorii de lucrări cu valoare de instrumente de lucru pentru cercetătorii interesați. În prezent cercetarea este concentrată pe identificarea documentelor de interes privind procesul de elaborare a primei Constituții postdecembriste și completarea Fondului Documentar al IRRD cu aceste documente; elaborarea unei monografii complete despre evenimentele de la Timișoara din timpul Revoluției și din primele luni ale anului următor; elaborarea unui studiu amplu referitor la represiunea împotriva manifestanților în decembrie 1989: implicarea decidentului politic, forțe participante, consecințe, evoluția constituțională a României.
Concomitent, prin grija conducerii Institutului, vor fi inițiate dezbateri libere și schimburi de idei referitoare la accesul cercetătorilor Revoluției la sursele documentare autorizate, la fondurile de arhivă create de unități ale Armatei, fostei Securități, fostului Partid Comunist. Pe baza concluziilor din asemenea dezbateri, vor fi inițiate noi discuții cu conducerile unor instituții ale  statului, dar rezultatele din convorbirile avute până în prezent au fost sub așteptări.
În privința cercetării împrejurărilor declanșării revoltelor populare și, în final, a  Revoluției  din Decembrie 1989, conducerea Institutului a optat pentru studierea evenimentelor pe zone și regiuni semnificative pentru un fenomen atât de complex și amplu. Acum s-au conturat, în linii generale, echipele de lucru pe proiecte de cercetare pentru București, Banat, Transilvania, Dobrogea. Pentru o evaluare corectă a personalului Institutului în activitatea de cercetare, Planul a fost detaliat pe fiecare cercetător în parte, cu menționarea temelor de cercetare repartizate, etapelor de documentare, redactare și publicare a acestora, echipa de documentariști, redactori și tehnoredactori care colaborează la editarea cărții și resursa financiară asigurată.
Activitatea de cercetare științifică s-a concentrat în vederea îndeplinirii următoarelor obiective:
- identificarea de noi izvoare primare pentru a fi introduse în circuitul public cu referire la problematica evenimentelor și faptelor din timpul Revoluției;
- identificarea tendințelor în interpretarea datelor rezultate din evaluarea surselor vechi;
- cercetarea documentelor oficiale privind dezvoltarea procesului revoluționar și consolidarea drumului României către o societate democratică, pluralistă în anul 1990;
- stimularea și valorificarea memorialisticii, a programelor de istorie orală, cu accent pe capacitarea personalităților din mediile asociațiilor de revoluționari, participanți activ la evenimente, răniți sau arestați.
Metodele folosite pentru îndeplinirea acestor obiective au ținut cont de situația specială existentă ca urmare a numărului mic de cercetători, a constrângerilor bugetare și a legislației restrictive privind accesul la documentele încă nepredate la arhivele publice. Cercetarea științifică organizată în Institut în anul 2010 s-a concentrat pe finalizarea temelor și programelor multianuale și pe publicarea unor volume de documente, studii, comunicări și sinteze. 
Planul pe anul 2011 a  extins problematica studierii Revoluției pentru pregătirea altor categorii de lucrări cu valoare de instrumente de lucru pentru cercetătorii interesați. În prezent cercetarea este concentrată pe identificarea documentelor de interes privind procesul de elaborare a primei Constituții postdecembriste și completarea Fondului Documentar al IRRD cu aceste documente; elaborarea unei monografii complete despre evenimentele de la Timișoara din timpul Revoluției și din primele luni ale anului următor; elaborarea unui studiu amplu referitor la represiunea împotriva manifestanților în decembrie 1989: implicarea decidentului politic, forțe participante, consecințe, evoluția constituțională a României.
Concomitent, prin grija conducerii Institutului, vor fi inițiate dezbateri libere și schimburi de idei referitoare la accesul cercetătorilor Revoluției la sursele documentare autorizate, la fondurile de arhivă create de unități ale Armatei, fostei Securități, fostului Partid Comunist. Pe baza concluziilor din asemenea dezbateri, vor fi inițiate noi discuții cu conducerile unor instituții ale  statului, dar rezultatele din convorbirile avute până în prezent au fost sub așteptări.
În privința cercetării împrejurărilor declanșării revoltelor populare și, în final, a  Revoluției  din Decembrie 1989, conducerea Institutului a optat pentru studierea evenimentelor pe zone și regiuni semnificative pentru un fenomen atât de complex și amplu. Acum s-au conturat, în linii generale, echipele de lucru pe proiecte de cercetare pentru București, Banat, Transilvania, Dobrogea. Pentru o evaluare corectă a personalului Institutului în activitatea de cercetare, Planul a fost detaliat pe fiecare cercetător în parte, cu menționarea temelor de cercetare repartizate, etapelor de documentare, redactare și publicare a acestora, echipa de documentariști, redactori și tehnoredactori care colaborează la editarea cărții și resursa financiară asigurată.

## Activitatea editorială
Au fost editate 51 de numere din „Caietele Revoluției”. În cuprinsul revistei au fost publicate: comunicări și dezbateri din cadrul simpozioanelor, colocviilor și meselor rotunde organizate de IRRD; interviuri cu lideri și participanți de frunte la Revoluție; stenograme ale audierilor din Comisia Parlamentară pentru cercetarea evenimentelor din Decembrie 1989; fișe de dicționar; documente și acte privitoare la Revoluție; poeme și lucrări de artă plastică dedicate eroilor și Revoluției; recenzii, prezentări de cărți și informații din activitatea curentă a IRRD.
Au fost tipărite 63 de lucrări cu caracter promoțional (calendare, postere, afișe, mape).
Au fost editate și difuzate filme documentare privind Revoluția.

## Activitatea organizatorică
Conform Legii, pentru îndeplinirea obiectivelor sale, IRRD colaborează cu Academia Română, cu instituții guvernamentale, precum și cu asociații și organizații ale revoluționarilor și ale societății civile care au preocupări legate de studierea Revoluției Române din Decembrie 1989.
În acest sens  IRRD a încheiat:
Protocoale cu:
	- Ministerul Apărării Naționale în domeniul Cercetării științifice a documentelor create în Armată în perioada 1989-1991;
	- Senatul României, privind accesul la documentele existente în Arhiva Senatului, referitoare la Revoluția Română din Decembrie 1989;
	- Secretariatul de Stat pentru Problemele Revoluționarilor, din Guvernul României, privind organizarea și desfășurarea manifestărilor naționale și internaționale, editarea de lucrări științifice și accesul cercetătorilor IRRD la studierea dosarelor de revoluționar aflate în Arhiva SSPR;
	- Radio-difuziunea și Televiziunea Română;
- Asociația „Cultul Eroilor”;
	- Memorialul Revoluției din Timișoara, precum și cu asociații de revoluționari din Ploiești, Galați, Slatina, Brașov în vederea realizării unor studii și documentare privind desfășurarea Revoluției în localitățile respective. 
În temeiul acelorași prevederi legale, pentru întărirea legăturilor de colaborare au fost organizate întâlniri de lucru și documentare reciprocă cu: istorici și cercetători de la Institutul „Nicolae Iorga”, Arhivele Naționale, Institutul pentru Studierea Exilului Românesc, Institutul pentru Studiul Totalitarismului, Institutul de Istorie și Teorie Militară, CNSAS; cu redactori șefi și ziariști din presa și editurile profilate pe studiul și promovarea istoriei recente, cu cadre didactice care predau istoria în învățământul liceal și în universități.

## Publicații
Lucrări 
1) Ioan Scurtu, Revoluția Română din Decembrie 1989 în
context internațional. Ediții în limbile română, franceză, engleză și
spaniolă
2) Alesandru Duțu, Revoluția din Decembrie 1989 – Cronologie,
ediția a II-a.
3) 1989 - An decisiv în istoria Europei (culegere
de studii). Ediții în limbile română și engleză
4) Procesul de la
Timișoara, vol. III-IV, în colaborare cu
Memorialul Revoluției. 16-22 decembrie 1989
5) Revoluția din decembrie 1989 și integrarea
europeană a României (culegere de studii)
6) Grigore Buciu, Cum mi-am petrecut Revoluția în Ministerul
Apărării Naționale.
7) Mircea Brenciu, Martirul.
8) Titus Suciu, Lumea bună a balconului.
9) Lorin Fortuna
(coordonator), Accentuarea crizei de
regim în țările socialiste europene.
10) Alexandru Oșca
(coordonator), Revoluția Română din
Decembrie 1989 în Banat.
11) Mihail M.
Andreescu, Ion Bucur, Revoluția Română
din Decembrie 1989 în București .
12) Corneliu Vlad, Reconcilierea
13) Ion Calafeteanu,
(coordonator) Revoluția Română din
Decembrie 1989 - Documente . 
14) Activitatea Consiliului Provizoriu de Uniune
Națională (3 vol.)
15) Mihai Iacobescu, Descătușarea.
16) Raport de
activitate 2004-2009 al IRRD
17) Dana Osiac, Revoluția din decembrie 1989. Mesaj pentru
România.
18) Valentin Marin, Martirii Revoluției în date statistice.
19) Gheorghe Sbârnă,
Valentin Marin (coordonatori),  Dicționarul General al Revoluției Române din
Decembrie 1989.
20) Ionuț Șerban, Ideea de Revoluție la români.
21) Teodora
Stănescu-Stanciu, Gheorghe Neacșu,
Constituția României 1991. Documente (vol. I).
22) Teodora
Stănescu-Stanciu, Ilustrarea unui eșec.
23) Sergiu Nicolaescu,
Mămăliga a explodat!
24) Oamenii Revoluției
(coordonator Ioana Ceaușescu)
25) Dumitru Mazilu, Revoluția Română, zile și nopți de dramatism
și speranță.
26) Marian Cojoc, Revoluția Română în Dobrogea.
27) Constantin Buchet,
România, frontul informațiilor și
sfârșitul Războiului Rece (1980 – 1989).
28) Dan Scutaru, Nașterea „Puterii a Patra”
29) Corneliu Vlad, Și totuși, Revoluția Română.
30) Titus Suciu, Poeții Revoluției.
31) Dana Osiac, Regăsirea Libertății.
32) Revoluția Română
din 1989 pe înțelesul tuturor.
33) Alexandru Oșca, Dincolo de Rubicon. 1989 – Timișoara -1990.
34) Theodora
Stănescu-Stanciu & Gheorghe Neacșu (editori), Constituția României. Documente (vol. II)
35) Theodora
Stănescu-Stanciu & Gheorghe Neacșu (editori), Constituția României. Documente (vol. III)
36) Gheorghe
Dumitrașcu, Revoluție și destine.
Evenimente din Constanța în documente, memorii și comentarii (17 decembrie 1989
– 15 mai 1990)
37) Titus Suciu, Revoluția pe înțelesul detractorilor.
38) Gheorghe Sbârnă
(coordonator), Constituțiile României.
Studii.
39) Florian Banu
(editor), „Amorsarea” Revoluției  - România anilor '80 văzută prin ochii
Securității.
40) Liviu Țăranu
(editor), România în „epoca de aur”.
Corespondență din anii '80.
41) Ion Bucur, Cartea represiunii.
42) Daniela Osiac, Comitetele Revoluției. 1989.
43) Viorel Domenico, De cealaltă parte a baricadei. Demnitari comuniști în Revoluția din Decembrie 1989.
44) Adrian Pop & Constantin
Corneanu (coordonatori), Prăbușirea Imperiului sovietic. „Lecții” în retrospective.
45) Alexandru Oșca, Revoluția Română din Decembrie 1989. Suport
pentru curs universitar.
46) Alesandru Duțu, Cronologie. Revoluția din Decembrie 1989 (ediția a II-a) – varianta în limba engleză.
47) Dumitru Mazilu, România - săraca țară bogată.
48) Liviu Țăranu, Intelectualii și Securitatea în România
anilor '80.
49) Florian Banu, România și Războaiele minții. Manipulare,propagandă și dezinformare (1978 – 1989).
50) Gheorghe Neacșu, Daniela Osiac, Crestomație. Revoluție.
51) Daniela Osiac, Însemnele Revoluției. Monumente și străzi.
52) Alexandru Grigoriu, Eroii Martiri în statistici.
53) Ion Bucur, Anul 1990. Partide. ideologii și mobilizare politică.

## Simpozioane, Colocvii, Mese Rotunde
Colocvii științifice internaționale:
- 1989, an decisiv în istoria Europei, Târgoviște, 2007
- Accentuarea crizei de regim în țările socialiste europene (1980-1989), Pitești, 2008
- Evoluții politice în Europa. 1989-2009, Timișoara, 2009.
- Simpozionul cu tema: 20 de ani de la prăbușirea Imperiului Sovietic –”lecții” în retrospectivă

Conferințe :
- Reconciliere, legalitate și legitimitate în Revoluție, susținută de  Marian Enache,
- Disidența românească în 1989, susținută de  Gheorghe Onișoru,
- Revoluția Română din Decembrie 1989 reflectată în manualele școlare,
- Frontul Democratic Român (Timișoara, 20 decembrie 1989), prezentată de Miodrag Milin,
- Izvoarele cercetării Revoluției române din decembrie 1989.
- În ziua de 17-18 martie a.c., la Prima Conferință Națională privind „Comunismul Românesc“, organizată de Consiliul Național pentru Studierea Arhivelor Securității (CNSAS) și Institutul de Istorie „Nicolae Iorga“, cu sprijinul Fundației Konrad Adenauer, directorul științific al IRRD, prof. univ. dr. Ion Calafeteanu, a prezentat activitatea științifică a Institutului.

Din ciclul Societatea românească în anul 1990, s-au desfășurat dezbateri și mese rotunde cu temele:
- tema Timișoara- martie 1990.
- tema Tîrgu- Mureș - martie 1990.
- tema Alegerile din mai 1990, dezbatere desfășurată la Parlamentul României
- tema  13-14 iunie 1990.
- Rolul revoluțiilor în societatea românească de-a lungul timpului. Personalitățile marcante ale acestora. (Craiova, 2010)
- În data de 26 mai 2011 s-a desfășurat masa rotundă prilejuită de aniversarea a zece ani de la publicarea scrisorii lui Gaspar Miklos Tamas adresată intelectualilor români. Manifestarea intitulată Scrisoare către prietenii mei români. Zece ani mai târziu s-a desfășurat cu participarea filosofului Gaspar Miklos Tamas

Reuniuni colocviale:
- Element în listă cu puncte Revoluția Română în Banat și, respectiv, Revoluția Română în București, organizate în Timișoara și la București.

La sediul IRRD s-au desfășurat dezbateri și mese rotunde cu temele:
- Preliminarii ale Revoluției din Decembrie 1989;
- Starea de spirit a Armatei la sfârșitul lui Decembrie 1989;
- Legalitate și reconciliere la o schimbare radicală de regim;
- Procesul de la Târgoviște. 25 decembrie 1989;
- 21 decembrie 1989. Baricada de la Inter;
- Frontul Democratic Român;
- Revoluția Română între literatură și istorie;
- Memorialistica – sursă și resursă de istorie recentă;
- Revoluția în manualele școlare.
- În data de 18 mai 2011 a avut loc dezbaterea intitulată 1991: Constituția României, dedicată aniversării a 20 de ani de la adoptarea proiectului de Constituție la 8 decembrie 1991

În fiecare an, la sfârșitul lunii Decembrie, au fost organizate la Palatul Parlamentului sesiuni de comunicări științifice cu următoarele teme:
2005: Revoluția Română din Decembrie 1989
2006: Armata Română în Revoluția din Decembrie 1989
2007: Revoluția Română și integrarea europeană
2008: Forțele de ordine, pază și represiune în Revoluția din Decembrie 1989.
2009: După 20 de ani: Revoluția Română din Decembrie 1989; certitudini și controverse.
2010: Prăbușirea sistemului totalitar-comunist în România.
2011: „Revoluția Română și Raportul Comisiei prezidențiale pentru analiza dictaturii comuniste în România” (2007) și „18 ani de la constituirea CPUN”(2008). 
În anul 2009  fost organizat la Muzeul Țăranului Român colocviul științific cu tema „Revoluția Română. Certitudini și Controverse”.
Sub genericul „Capitalele Revoluției”, la Turnu Severin (în cadrul cursurilor de vară ale profesorilor de istorie), la Brașov (împreună cu Societatea Ziariștilor și Oamenilor de Cultură din municipiu), la Facultățile de Istorie din Constanța și Botoșani, la Timișoara (în colaborare cu Memorialul Revoluției), la Ploiești, Galați, Slatina, Târgoviște și Lugoj (în colaborare cu asociațiile de revoluționari), la Sibiu și la Brașov (împreună cu Societatea Ziariștilor și Oamenilor de Cultură din cele două municipii), au avut loc dezbateri privind Revoluția Română din Decembrie 1989 în localitățile respective. Astfel, la Sibiu, IRRD și Asociațiile de revoluționari din acest oraș au organizat întâlniri cu publicul sibian și s-au purtat discuții cu persoanele care au participat activ în zilele revoluției din 1989. 
La Brașov, IRRD în colaborare cu Societatea Ziariștilor și Oamenilor de Cultură „Cincinat Pavelescu “, a organizat o întâlnire cu publicul brașovean și organizațiile de revoluționari din acest oraș și au avut loc dezbateri privind Revoluția Română din Decembrie 1989 în localitățile respective.
Cu prilejul împlinirii a 20 de ani de la Revoluție, la Casa Titulescu a avut loc o întâlnire colocvială a Colegiului Național cu ambasadorii statelor UE și NATO la București, la care au participat 24 de ambasadori și membri ai misiunilor diplomatice acreditați în România, iar din partea IRRD au fost prezenți: Ion Iliescu, Petre Roman, Dumitru Mazilu, Răzvan Theodorescu, Sergiu Nicolaescu, Gelu Voican Voiculescu și prof. univ. dr. Ioan Scurtu.

## Expoziții
La sediul IRRD, în sala de conferințe, s-au organizat expoziții de pictură, sculptură, artă grafică și fotografie, astfel:	
- Un Crăciun însângerat, în colaborare cu Uniunea Artiștilor Plastici, o retrospectivă a creațiilor dedicate Revoluției cu participarea a cca 30 de pictori și sculptori din țară și din străinătate;
- Revoluția văzută de copiii născuți după Revoluție, cu participarea elevilor de la liceele de artă „Tonitza” și „D. Paciurea”;
- Recviem pentru martiri, retrospectivă tematică a artistului Alecu Ivan Ghilia;
- Altar 1989, pictură de Mihai Olteanu din Timișoara;
- Remember 1989, expoziție de fotografii;
- Cu penița în slujba Baricadei, desene satirice, de Leonte Năstase din Constanța.

## Lansari de carte 2011
- În data de 23 februarie 2011, IRRD și Fundația Europeană Nicolae Titulescu au organizat lansarea Dicționarului General al Revoluției Române, apărut la Editura Militară, în decembrie 2010. Lansarea a avut loc la Fundația Europeană Titulescu.
- În data de 17 martie 2011, la sediul Librăriei Mihail Sadoveanu a fost lansată cartea Mămăliga a explodat! Decembrie 1989, în prezența autorului, Sergiu Nicolaescu.
- În data de 15 aprilie 2011 a fost lansată cartea Revoluția Română – zile și nopți de dramatism și speranță, de Dumitru Mazilu, la sediul Universității Creștine „Dimitrie Cantemir“.
- În perioada 25-29 octombrie 2011, IRRD a a participat la cea de-a VII-a ediție a Salonului de Carte „Polemos” - Istorie, Științe Politice, Securitate și Apărare, organizat de către Editura Militară la Galeria Artelor, din cadrul Cercului Militar Național. Cu această ocazie, IRRD a lansat cartea intitulată Dincolo de Rubicon de Alexandru Oșca; volumul intitulat Evoluții politice în Europa, coordonat de Lorin Fortuna; lucrarea Constituția României (1991). Documente (vol. I), ediție îngrijită de lect. univ. dr. Teodora Stănescu-Stanciu și Gheorghe Neacșu, precum și volumul jurnalistului Dan Scutaru intitulat Nașterea „Puterii a patra”.

## Lansari de carte 2013
● 26 februarie – la sediul
Fundației Europene Titulescu au fost lansate volumele „Amorsarea” Revoluției  - România
anilor ’80 văzută prin ochii Securității (autor: dr. Florian Banu) și România în „epoca de aur”. Corespondență din anii '80 (autor: dr. Liviu Țăranu) în prezența președintelui IRRD, a membrilor Colegiului Național, Consiliului Științific, reprezentanți ai mass-media etc.  
● 27 martie  – la sediul Fundației Europene Titulescu a fost lansată cartea Constituțiile României. Studii (coordonator:
prof. univ. dr. Gheorghe Sbârnă) în prezența președintelui IRRD, a membrilor Colegiului Național, Consiliului Științific, reprezentanți ai mass-media etc.  
● 4 aprilie - la sediul Librăriei Mihail Sadoveanu a fost lansat volumul Cartea Represiunii. 1989 (autor: lect. univ. dr. Ion Bucur) în prezența membrilor Colegiului Național, ai Consiliului Științific, reprezentanți ai mass-media etc.  
● 24 aprilie - la sediul Librăriei Mihail Sadoveanu a fost lansată cartea De cealaltă parte a baricadei. Demnitari comuniști în Revoluția din Decembrie 1989 (autor: Viorel Domenico) în prezența președintelui IRRD, a membrilor Colegiului Național, Consiliului Științific, reprezentanți ai mass-media etc.  
● 30 mai 2013 – la sediul Librăriei Mihail Sadoveanu a fost lansată cartea Prăbușirea Imperiului Sovietic. „Lecții” în retrospectivă (coordonatori: Adrian Pop și Constantin Corneanu) în prezența președintelui IRRD, a membrilor Colegiului Național, Consiliului Științific, reprezentanți ai mass-media etc. 
● 3 iunie 2013 - la sediul Universității Creștine Dimitrie Cantemir a fost lansat volumul Revoluția Română din Decembrie 1989. Suport pentru Curs Universitar (autor: conf. univ. dr. Alexandru Oșca) în prezența președintelui IRRD, a membrilor Colegiului Național, Consiliului Științific, reprezentanți ai mass-media, ai învățământului universitar, studenți etc.  
● 17 octombrie - lansarea volumului România-săraca țară bogată (autor: prof. univ. dr. Dumitru Mazilu) la Librăria Mihail Sadoveanu în prezența membrilor Colegiului Național al IRRD, Consiliului Științific, reprezentanți ai mass-media, ai învățământului universitar, studenți etc.  
●7 noiembrie – lansarea la Târgul de Carte POLEMOS, organizat de către Editura Militară, a volumului Cartea Represiunii. 1989
(autor: lect. univ. dr. Ion Bucur)

## Interviuri
Au fost realizate 48 de ore de interviuri audio-video-text, totalizând cca 26 de ore, cu lideri și participanți la Revoluția Română din Timișoara, București, Cluj, Brașov. A fost întocmită Fișa standard de interviu, pe criterii ale metodologiei științifice moderne, care a fost distribuită în circa 300 de exemplare la asociațiile de revoluționari din țară.

## Relații cu publicul
S-au primit și s-a răspuns la peste 340 de scrisori vizând probleme ale revoluționarilor în relație cu SSPR (solicitări de documente, fotografii și înscrisuri din Arhiva IRRD, completări la dosarele pentru preschimbarea certificatelor de revoluționar) și ale cetățenilor care doresc să contribuie cu date și fapte la aflarea adevărului despre Revoluție sau care vor să cunoască amănunte din desfășurarea evenimentelor. Au vizitat Institutul și s-au documentat în Arhiva IRRD sau în relație directă cu istorici și participanți la revoluție peste 100 de ziariști și autori din țară și străinătate ( Reuters, RFI, RAI, BBC, agenții de presă, redacții și trusturi multimedia din Franța, Germania, Ungaria, Federația Rusă, Ucraina, Austria etc.).
În prezent, sectorul P.R. este în contact operativ cu 35 de cercetători și istorici din străinătate și în legătură directă cu 25 de adrese de presă.

## Site-ul IRRD
Înființat în 2006, site-ul poate fi vizitat la adresa: www.irrd.ro (vezi link). Este constituit pe mai multe rubrici, menite să ilustreze activitatea principală a IRRD și să ofere o imagine cât mai relevantă despre cercetările sale.
Deviza: Institutul Revoluției din Decembrie 1989 – Un institut împotriva uitării - Un institut  pentru memoria noastră!
Prima pagină cuprinde un grupaj de aprecieri despre Revoluție, aparținând unor istorici, scriitori, oameni politici, șefi de state.
Rubrici principale:
Institut: cuprinde componența nominală a Colegiului Național, a Consiliului științific, Organigrama, Rapoarte de activitate.
Activități. Rubrică structurată pe principalele manifestări științifice al IRRD: simpozioane; mese rotunde; aniversări și comemorări; publicații; documente; diplome de onoare.
Știri. Cuprinde date, opinii, comentarii, analize despre activitatea IRRD. 
Biblioteca. La această rubrică sunt prezentate toate cărțile despre Revoluție, existente în biblioteca IRRD; 
Forum. Permite receptarea opiniilor vizitatorilor.
Potrivit datelor furnizate de Trafic ro., site-ul IRRD este accesat săptămânal de circa 160 de vizitatori.
Site-ul cuprinde și linkuri cu fotografii ale Revoluției din principalele orașe: București, Timișoara, Sibiu, Brașov, Arad, Sibiu. De asemenea, sunt postate filme realizate de IRRD despre evenimentele din decembrie 1989.

## Monumente, plăci comemorative
Au fost realizate o placă memorială și un basorelief pentru monumentul de la Brașov, dedicat eroului anticomunist Liviu Corneliu Babeș. Au fost achiziționate proiecte pentru monumentul „Fântâna cu lumină veșnică”, ce urmează a fi amplasat în București și „Martirul” de Camilian Demetrescu, pentru municipiul Brașov.

## Manifestări comemorative
Cu  prilejul Zilei Eroilor. Înălțarea, Zilei Naționale. 1 Decembrie și în zilele de 17, 20 (Timișoara) și 21, 22 Decembrie (București) au fost depuse an de an coroane de flori la Mormântul Soldatului Necunoscut, Cimitirele și Monumentele Eroilor din 1989 și s-a participat la manifestările comemorative.

## Premii, diplome de onoare
În semn de prețuire a participării la Revoluția din Decembrie 1989 și a activității desfășurate pentru promovarea adevărului și idealurilor Revoluției Române, IRRD a acordat:
- cinci Premii Naționale:

1. Mariana Cernicova, ziarist și cadru universitar din Timișoara, pentru lucrarea „Noi suntem poporul” (2007);
2. Grigore Buciu, general MApN, pentru lucrarea „Cum mi-am petrecut Revoluția la Ministerul Apărării Naționale” (2008).
3. Titus Suciu, pentru lucrarea „Lumea bună a balconului“ ediția a II-a (2009)
4. Corneliu Vlad, pentru lucrarea „Reconcilierea “ (2009);
5. Gheorghe Sbârna și  Valentin Marin  pentru lucrarea "Dicționar general al Revoluției Române din Decembrie 1989";

- Ionuț Șerban pentru lucrarea "Ideea de Revoluție la români".

1. Diplome de Onoare  pentru recunoașterea meritelor celor care au luptat în Revoluția Română din Decembrie 1989.

IRRD a acordat Diploma de Onoare pe anul 2011 următoarelor persoane participante la Revoluția Română din Decembrie 1989 : 
- Drăgoi Mihai
- Lungu Gheorghe
- Florescu Viorel
- Jijie Gheorghe
- Săsăran Gruia
- Factor Alexandru
- Oprea Beni
- Apetrei Liviu
- Babițchi Mihai
- Mircovici Niculae
- Emil Șimăndan

A fost acordată o diplomă de onoare In memoriam Ioan Monoran, precum și unor asociații revoluționare:
- Asociația pentru cinstirea eroilor martiri ai Revoluției din Decembrie ‘89 – București
- Asociația Luptătorilor în Revoluția din Decembrie 1989, răniți, invalizi și urmașii lor – București
- Asociația 22 decembrie ‘89 – Iași
- Asociația 14 decembrie 1989 – Iași
- Asociația 17 decembrie a răniților și a familiilor îndoliate din Revoluția 1989 – Timișoara
- Asociația Jilava ‘89 - răniți și reținuți - București
- A.L.T.A.R. ‘89 – Timișoara
- Memorialul Revoluției - Timișoara
- Premiul Național al IRRD pentru carte în anul 2011
- Mihai Babițchi pentru volumul Revoltă în labirint. Decembrie 89
- Titus Suciu și Vasile Bogdan pentru volumul Candelă împotriva timpului

Primăriile din Constanța, Craiova și Caransebeș, declarate orașe-martir în 2011, au primit o diplomă din partea IRRD pentru curajul dovedit de cetățenii acestor municipii în timpul desfășurării Revoluției Române din Decembrie 1989

## Difuzare
În conformitate cu Legea nr. 556/2004, articolul 3, punctul 2 (b) și punctul 3(c) publicațiile si lucrarile editate de IRRD au fost distribuite  la numeroase instituții, din rândul cărora amintim: Biblioteca Națională a României; Biblioteca Județeană Ion Minulescu, Slatina; Biblioteca Metropolitană București; Biblioteca Senatului României; Biblioteca Universității Craiova; Biblioteca Centrală Universitară Timișoara; Biblioteca Militară Națională; Biblioteca Administrației Prezidențiale, Asociației Frontul Democratic Român – Timișoara, Biblioteca Județeană Dâmbovița, Biblioteca Universității Valahia, Biblioteca Universității Dimitrie Cantemir, Biblioteca Consiliului Național de Studiere a Arhivelor Securității, Biblioteca Senatului României etc, cât și unor asociații, printre care amintim: Asociația Memorialul Revoluției 16-22 decembrie 1989 Timișoara; Asociația Sibiu Decembrie '89;  Asociația Răniților din 22 decembrie 1989 - Sibiu etc. De asemenea, publicațiile editate de IRRD au fost distribuite și altor biblioteci universitare, departamentale și județene, cât și ambasadelor UE și NATO. Totodată, publicațiile Institutului au mai fost difuzate și în cadrul unor manifestări cu caracter științific, desfășurate atât la sediul Institutului, cât și cu prilejul lansării lor în Institut, librării și în unele centre județene din țară (Târgoviște, Pitesti, Iasi, Cluj, Arad, Constanța, Timișoara, Turnu-Severin, Suceava, etc).

## Încercări de desființare a IRRD
În 8 decembrie 2006, la propunerea lui Puiu Hașotti, senatorii din Comisia juridică au votat o propunere legislativă de desființare a Institutului Revoluției Române. Acest fapt a determinat un vehement protest în presă al directorului IRRD, Claudiu Iordache. Inițiatorul propunerii de desființare a fost acuzat de "teamă de adevăr".
În ciuda încercărilor de desființare, IRRD își continuă activitatea, avînd un plan de activitate bogat pentru anul 2007. În 8 februarie 2007 Puiu Hașotti și-a retras inițiativa legislativă de desființare a IRRD.
La data de 11 iulie 2011, Teodor Baconschi, vicepreședinte al PDL, partid aflat la guvernare în acel moment, a declarat intenția acestui partid de a desființa institutul prin înglobarea lui într-un Muzeu al Crimelor Comunismului.

## Puncte de vedere exprimate în publicațiile IRRD
- Lorin Fortuna, membru în Colegiul Național al institutului: "Discuțiile despre faptul că a fost revoluție sau lovitură de stat pot avea și o conotație juridică (...) În decembrie 1989 a fost o revoluție, așa este prevăzut și în Constituție, iar cine neagă acest adevăr este pasibil de pedeapsă"[22].
- Claudiu Iordache, director general al institutului: "Raportul Tismăneanu - un model nefericit de anulare a istoriei recente"[23].
- Academician Răzvan Theodorescu, membru în Colegiul Național al institutului: "Domnul Iliescu (...) era dizidentul numărul unu (...) era pe buzele tuturor în raportul anti-Ceaușescu"[24].